# リンク (松原静香の曲)
「リンク」は、松原静香の2枚目のシングルCD。

## 収録曲
1. リンク
  - 作詞・作曲・編曲：小宮山雄飛
  - テレビ東京「スキバラ」6月度エンディングテーマ曲
2. 愛の…でもI don't know
  - 作詞・作曲：小宮山雄飛／編曲：小宮山雄飛、HALFBY
  - 映画『マスター・オブ・サンダー 決戦!!封魔龍虎伝』挿入歌
3. 学園天国
  - 作詞：阿久悠／作曲：井上忠夫／編曲：髭（HiGE）
  - フィンガー5の代表曲のカバー

| スキバラエンディングテーマ             |                                 |                                                             |
| 2006年5月度 mihimaru GT 『気分上々↑↑』 | 2006年6月度 松原静香 『リンク』 | 2006年7月度 マルガリマイク 『シーズン・イン・ザ・サン Rap』 |